# Humidex
Humidex — це індекс температури і вологості, використовуваний канадськими метеорологами, який дозволяє оцінити суб'єктивне відчуття людини в жарку погоду.

## Загальні дані
Humidex — безрозмірна величина, заснована на точці роси. Даний індекс широко використовується в канадських метеозведення влітку.
Згідно канадській метеорологічній службі, значення humidex вище 30 заподіюють деякий дискомфорт, вище 40 — великий дискомфорт, а значення вище 45 є небезпечним. Якщо humidex досягає 54, теплової удар неминучий.
Формулу для визначення індексу розробили J.M. Masterton і F.A. Richardson в 1979 році. Humidex відрізняється від індексу тепла, використовуваного в США, який більше ґрунтується на точці роси, а не на відносній вологості.

## Рекорди
Рекордне значення індексу було зафіксовано 25 липня 2007 року, коли в канадському місті Карман воно злетіло до 53.0. Він побив попередній рекорд в 52,1, встановлений в 1953 році в місті Уінсор (Онтаріо) (хоча жителі Уінсору не дізналися про це, адже в той час індекс ще не був винайдений).

## Формула
Припустимо, температура дорівнює 30 °C, а точка роси дорівнює 15 °С, тоді значення індексу дорівнюватиме 34 (відзначимо, що humidex є безрозмірною величиною, проте це число показує приблизну температуру в градусах Цельсія). Якщо температура залишиться 30 °C, а точка роси піднімається до 25 °C, значення індексу підніметься до 42 Humidex, як правило, вище ніж індекс тепла, використовуваний в США при однакових температурах і відносній вологості .
Humidex обчислюють за такою формулою:
humidex = (температура повітря в градусах Цельсія) + h
h = (0.5555)*(e — 10.0)
e = 6.11 * exp [5417.7530 * ((1/273.16) — (1/точка роси у кельвінах))]
Повна формула виглядає так:
{\displaystyle {\text{Humidex}}={\text{Air temperature}}\ +\ 0.5555\times (6.11\times e^{5417.7530\times \left({\frac {1}{273.16}}-{\frac {1}{\text{dewpoint in kelvins}}}\right)}-10)}

## Ресурси Інтернету
- «Frequently Asked Questions», MSC, 2004.
- Wind Chill and Humidex [Архівовано 10 вересня 2014 у Wayback Machine.] Criticism about the use of Wind chill and humidex
- More Humidex info [Архівовано 3 вересня 2014 у Wayback Machine.]

## Виноски
1. ↑  https://web.archive.org/web/20121103161701/http://www.weatheroffice.gc.ca/mainmenu/faq_f.html#weather4b
2. ↑  City error sends sewage into Winnipeg basements — Manitoba — CBC News. Архів оригіналу за 16 січень 2009. Процитовано 16 січень 2009.